# 高埔村 (太平镇)
高埔村是中华人民共和国广东省广州市从化区太平镇所辖的一个行政村。村委会设在高车埔，位于太平圩东面约2千米。1963年由高车埔大队和大埔大队合并而成，各取一字，取名为高埔大队。1984年2月将大队改称乡，1987年1月将乡改称村。辖5条自然村（高车埔、车头田、上大埔、下大埔、车头田）。1998年时，全村共有354户，人口1745人。